# Heidelberg
Heidelberg, Heidelberga ou Edelberga é uma cidade da Alemanha, situada no vale do rio Neckar, no noroeste do Baden-Württemberg. É a quinta maior cidade deste Land (depois de Estugarda, Mannheim, Karlsruhe e Friburgo em Brisgóvia), contando com 159 245 habitantes em 2021.
Heidelberg é uma cidade independente (kreisfreie Stadt) ou distrito urbano (Stadtkreis), ou seja, possui estatuto de distrito (kreis).
A primeira menção atestada de Heidelberg é de 1196, em um documento do Palatino Heinrich para a abadia de Schönau. A cidade é a antiga residência do conde do Palatinado (alemão: Pfalz), que era um dos sete príncipes eleitores do Sacro Império Romano-Germânico. Ela também é conhecida pela Universidade de Heidelberg (que é a mais antiga da Alemanha), fundada em 1386 por Ruprecht I, e refundada em 1803 pelo duque Karl-Friedrich de Baden. Ainda hoje, ela é muito famosa, principalmente na área da Medicina. A cidade foi também um dos centros da Reforma Protestante, tendo acolhido Martinho Lutero em 1518. Um de seus nobres, Frederico III, Eleitor Palatino, o Piedoso, (1515–1576), teve contato com os pastores Reformados Gaspar Olevianus e Zacarias Ursinus . Desse contato com os pastores reformados, sob a sua supervisão, foi criado o Catecismo de Heidelberg, e a Fé Reformada tornou-se oficial em seus domínios. Um ponto turístico importante é o Castelo de Heidelberg.

## Cidadãosnotórios
- Max Wolf (1863 – 1932), astrônomo
- Friedrich Ebert (1871 – 1925), político
- August Kopff (1882 – 1960), astrônomo
- Ernst Jünger (1895 – 1998), escritor, filósofo e entomologista
- Ernst Ruska (1906 – 1988), físico e Prémio Nobel de Física de 1986
- Ananda Mahidol (1926 – 1946), rei da Tailândia
- Theodor Hänsch (1941 – ), físico e Prémio Nobel de Física de 2005
- Sílvia da Suécia (1943 – ), rainha consorte do rei Carlos XVI Gustavo da Suécia
- Wolfgang Ketterle (1957 – ), físico e Prémio Nobel de Física de 2001
- Hans-Dieter Flick (1965 – ), ex-futebolista
- Michael Fassbender (1977 –)
- Ian Harding (1986 –), ator
- Nelson Piquet Jr. (1985 –), piloto de corridas[4]

## Galeria

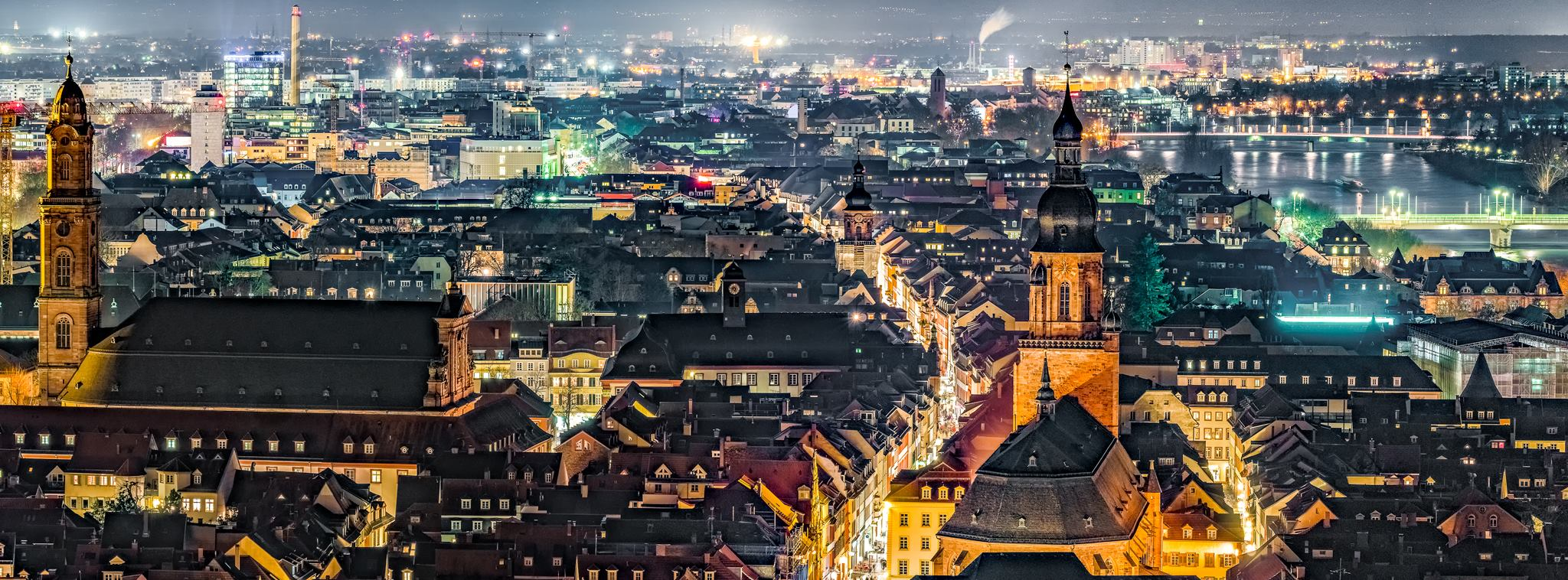
A partir da esquerda: Igreja Jesuíta, Igreja da Providência e Igreja do Espírito Santo na Cidade Velha de Heidelberg, no Rio Neckar

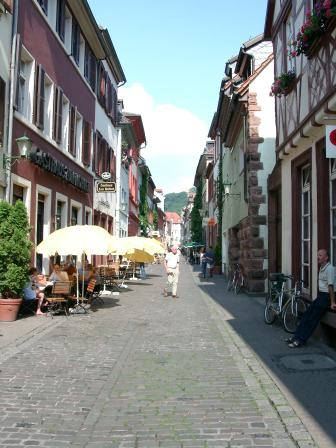
Rua da cidade velha
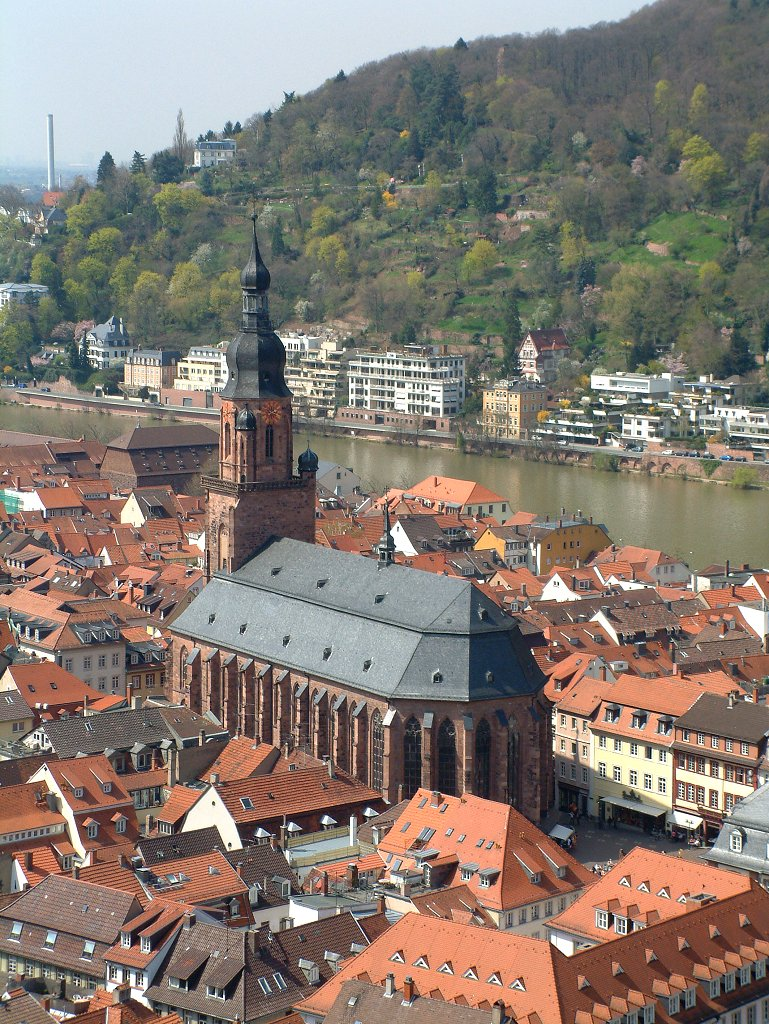
Igreja Heiliggeist
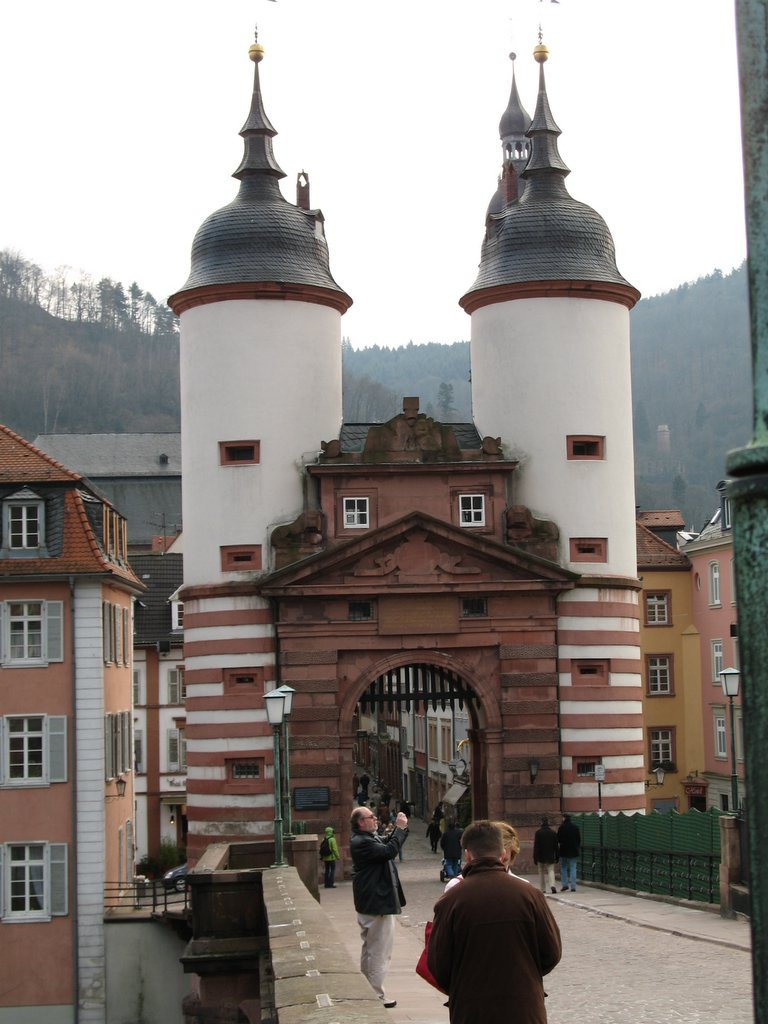
Porta da Ponte Velha
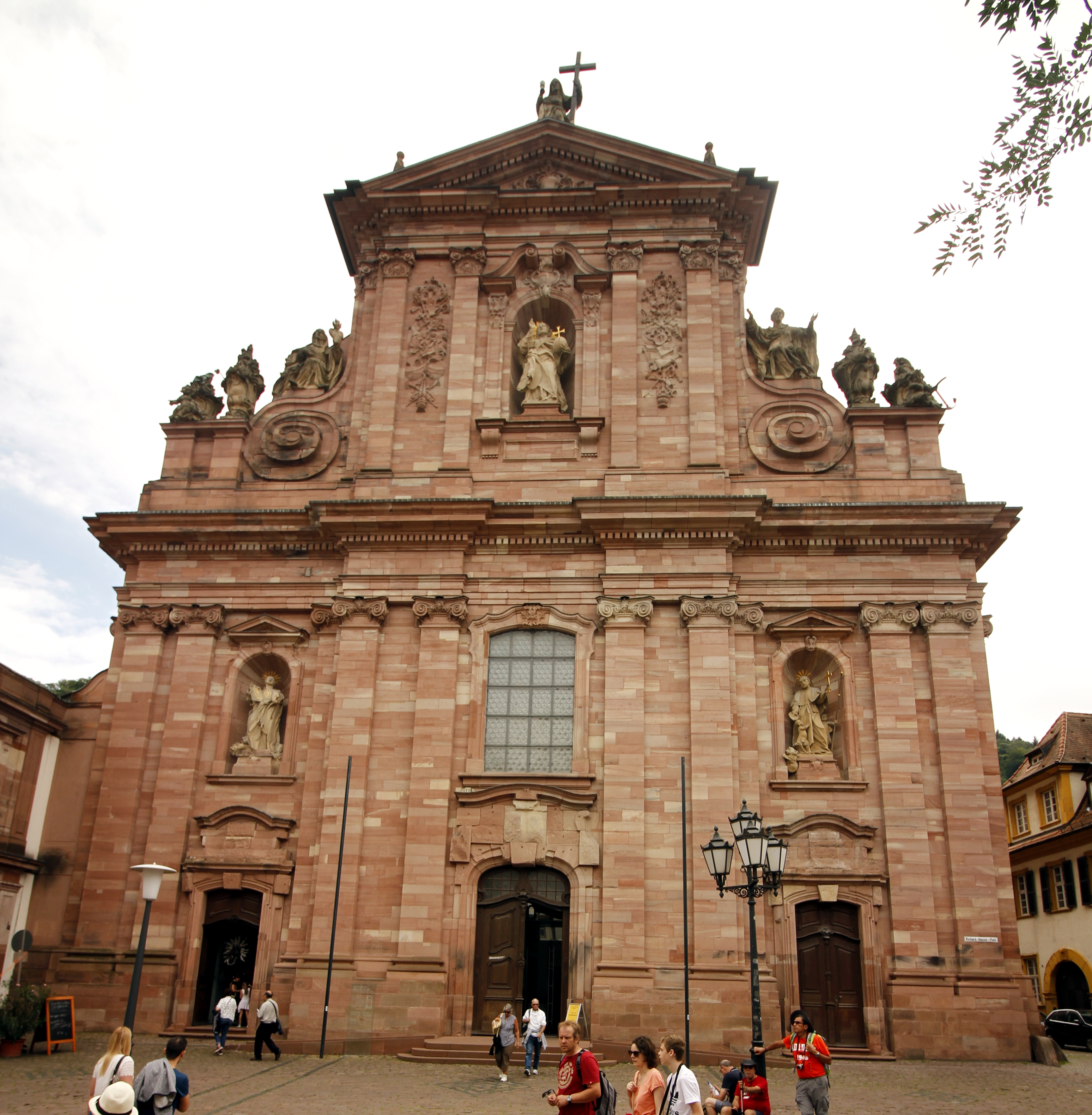
Igreja Jesuíta
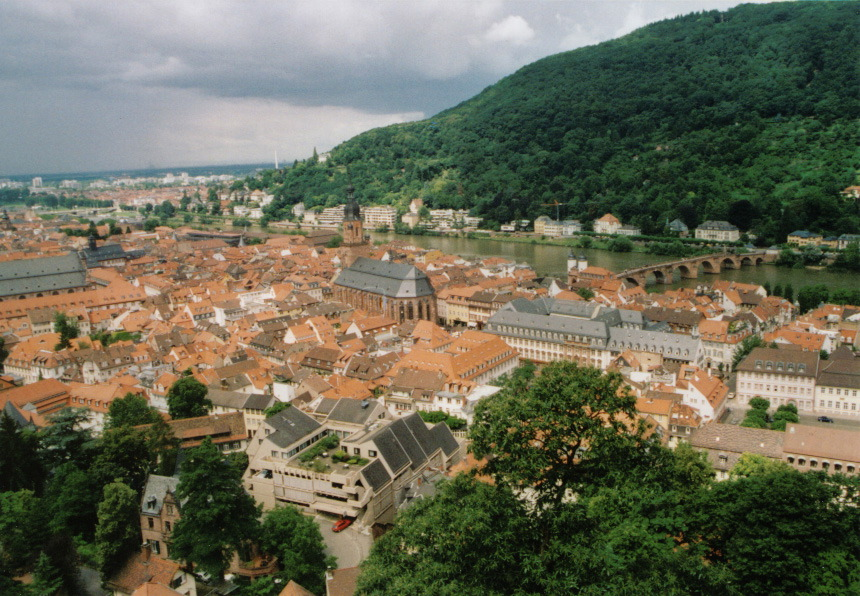
Vista panorâmica
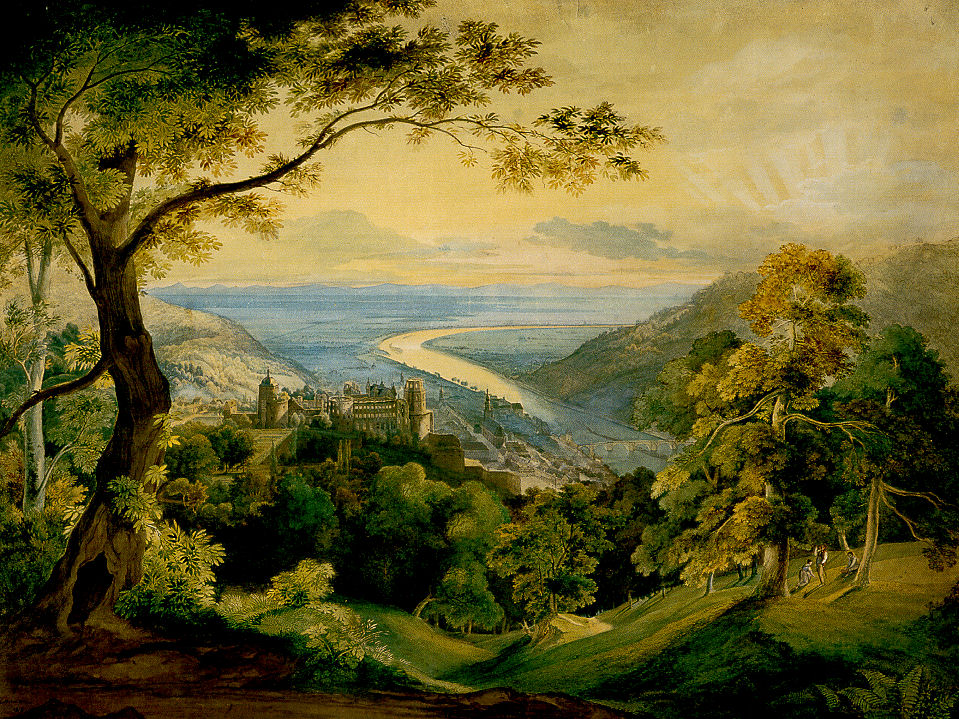
Castelo